# Shozo Tsugitani
Shozo Tsugitani (継谷 昌三, Tsugitani Shozo, Hyogo, 25 juni 1940 – Kobe, 2 juni 1978) was een Japans voetballer die als middenvelder speelde.

## Clubcarrière
In 1959 ging Tsugitani naar de Kwansei Gakuin University, waar hij in het schoolteam voetbalde. Nadat hij in 1963 afstudeerde, ging Tsugitani spelen voor Mitsubishi Motors. 1965 werd de ploeg opgenomen in de Japan Soccer League, de voorloper van de J1 League. In 3 jaar speelde hij er 40 competitiewedstrijden en scoorde 16 goals. Tsugitani beëindigde zijn spelersloopbaan in 1967.

## Japans voetbalelftal
Shozo Tsugitani debuteerde in 1961 in het Japans nationaal elftal en speelde 12 interlands, waarin hij 4 keer scoorde.

## Statistieken
| Japans voetbalelftal | Japans voetbalelftal | Japans voetbalelftal |
| Jaar                 | Wed.                 | Dlp.                 |
| -------------------- | -------------------- | -------------------- |
| 1961                 | 2                    | 0                    |
| 1962                 | 2                    | 0                    |
| 1963                 | 5                    | 4                    |
| 1964                 | 1                    | 0                    |
| 1965                 | 2                    | 0                    |
| Totaal               | 12                   | 4                    |